# Sinahahnia fanjingshan
Espèce
Sinahahnia fanjingshan est une espèce d'araignées aranéomorphes de la famille des Hahniidae.

## Distribution
Cette espèce est endémique du Guizhou en Chine,. Elle se rencontre dans le xian de Songtao.

## Description
Le mâle holotype mesure 1,65 mm et la femelle paratype 1,39 mm, les mâles mesurent de 1,65 à 1,94 mm et les femelles de 1,39 à 1,83 mm.

## Systématique et taxinomie
Cette espèce a été décrite par Wang et Zhang en 2024.

## Étymologie
Son nom d'espèce lui a été donné en référence au lieu de sa découverte, la réserve naturelle de Fanjingshan.

## Publication originale
- Wang & Zhang, 2024 : « A new genus and three new species of Hahniidae (Araneae) from China. » ZooKeys, vol. 1197, p. 249-259 (texte intégral).